# Weltpokal
Als Weltpokal bezeichnet man einen auf globaler Ebene von Vereinsmannschaften ausgetragenen sportlichen Wettbewerb. Weltpokale werden meist vom Weltverband der jeweiligen Sportart ausgetragen. Die sportliche Qualifikation der teilnehmenden Mannschaften erfolgt üblicherweise auf kontinentaler, manchmal auf nationaler Ebene.

## Begriff
Der Begriff Weltpokal ist vom in Deutschland verwendeten Begriff Europapokal abgeleitet (in Österreich und in der Schweiz, wo der Begriff Europacup geläufig ist, wird behelfsmäßig auch von einem Weltpokal geschrieben, da der Begriff Weltcup dort vorrangig mit Wintersport verbunden ist). 
In vielen Sprachen wird der Wettbewerb vorrangig als Internationaler Pokal bezeichnet, so im italienischen Coppa Internazionale oder im englischen Intercontinental Cup. Das Gegenstück des Weltpokals für Nationalmannschaften ist die Weltmeisterschaft. Der Weltpokal ist nicht zu verwechseln mit dem Weltcup in Individualsportarten.

## Bedeutung
Nach einer großen Fülle an Weltpokal-Wettbewerben in den 1990er Jahren in fast allen großen Mannschaftssportarten gibt es nur noch wenige regelmäßig ausgetragene Wettbewerbe. Die Gründe dafür sind vor allem logistischer und finanzieller Art. Zudem ist die Konkurrenz regelmäßig stattfindender nationaler und kontinentaler Wettbewerbe meist übermächtig. So konzentriert sich im Fußball die öffentliche Wahrnehmung Europas fast ausschließlich auf die kontinentale UEFA Champions League, da diese im Gegensatz zum Weltpokal während der ganzen Saison ausgetragen wird.

## Der Weltpokal in verschiedenen Sportarten

### Basketball
Ausrichter der Weltpokal-Wettbewerbe im Basketball zwischen 1966 und 1999 waren verschiedene Veranstalter:
Der erste wurde von der Fédération Internationale de Basketball (FIBA) ausgespielt. An diesem FIBA Intercontinental Cup haben nordamerikanische, südamerikanische und europäische nationale aber auch kontinentale Meister teilgenommen. Dieser endete 1987. Erster Sieger hier waren Ignis Varèse aus der italienischen Liga. Rekordsieger war der spanische Verein Real Madrid.
Diesem Wettbewerb folgten die McDonald’s Open die mit Unterbrechungen von 1987 bis 1999 ausgespielt wurden. Er wurde in Kooperation zwischen der NBA und der FIBA ausgetragen und kann als semioffizieller Weltpokal betrachtet werden. Hier dominierten die NBA-Mannschaften, erster Sieger waren die Milwaukee Bucks, letzter Sieger die San Antonio Spurs.
Der Wettbewerb wurde 1992, 1994 und 1998 nicht ausgespielt. 1998 veranstaltete der amtierende Sieger des höchsten Europapokal aus Griechenland Panathinaikos Athen dafür einen alternativen Weltpokal gegen den Sieger des höchsten Südamerikapokal im Basketball. Sie gewannen das Spiel.
Heute gibt es keinen Weltpokal, die 2006 erstmals veranstaltete NBA Europe Live Tour, kommt diesem aber am nächsten. Auf dieser Tour, in der mehrere NBA-Mannschaften in Europa unterwegs sind und Freundschaftsspiele – so genannten Pre-season games – bestreiten, kam es auch zu einem Turnier, an dem die Finalteilnehmer der EuroLeague gegen zwei Mannschaften der NBA antraten.

### Eishockey
Im Oktober 2008 wird von der Internationalen Eishockey-Föderation (IIHF) erstmals der Victoria Cup zwischen dem Sieger des Champions Hockey League und einem Vertreter der National Hockey League ausgetragen. Der Gewinner erhält ein Preisgeld von einer Million Schweizer Franken (ca. 0,6 Millionen Euro). Benannt ist die Trophäe nach dem Victoria Eisstadion in Montréal, das die IIHF als Geburtsstätte des Eishockeysports ansieht, da dort 1875 ein Halleneishockeyspiel stattfand.
Der Victoria Cup kann noch nicht als Weltpokal gelten, da nicht automatisch der Stanley-Cup-Sieger (Meister der NHL) antritt. Langfristig will die IIHF den Pokal aber zwischen dem europäischen und dem nordamerikanischen Meister ausspielen lassen.
Für Nationalmannschaften gibt es einen World Cup of Hockey genannten Wettbewerb, der unregelmäßig ausgespielt wird. Der World Cup ist das Nachfolgeturnier des Canada Cups und zeichnet sich, im Gegensatz zur jährlich ausgespielten Eishockey-Weltmeisterschaft, dadurch aus, dass alle Profis der NHL am Wettbewerb teilnehmen können.

### Faustball
Ausrichter des Faustball-Weltpokal-Wettbewerbs war die International Fistball Association (IFA):
Der Weltpokal im Faustball wurde bis 2017 zumeist zwischen dem Europa- und dem Südamerikapokalsieger ausgespielt, die dann zwei (seltener drei) Spiele am gleichen Ort gegeneinander austrugen, wobei das Heimrecht jährlich zwischen den beiden Kontinenten wechselte. In einigen Jahren spielte auch als Afrikavertreter der SK Windhoek aus Namibia mit. In diesem Fall trat zweimal jeder gegen jeden an. In den Jahren 2000, 2002, 2005 und 2010 wurde der Wettbewerb in Windhoek, Namibia ausgetragen.
- Der Pokal für Männer wurde zum ersten Mal 1975, dann regelmäßig seit 1986 ausgetragen (mit drei Unterbrechungen – 1987, 1991 und 1993). Rekordsieger ist SOGIPA Porto Alegre aus Brasilien mit zwölf Titeln.
- Der Frauenwettbewerb fand seit 1997 statt. Die meisten Titel (nämlich sechs) erzielte Duque de Caxias Curitiba, ebenfalls aus Brasilien.

Nachfolge-Veranstaltung sind seit 2018 die IFA Fistball World Tour Finals, zu denen sich Teams über eine ganzjährige Turnierserie qualifizieren können.

### Fußball
Beim ersten Wettbewerb des Intercontinental Cup (zu deutsch Weltpokal), der von 1960 bis 2004 ausgespielt wurde, handelte es sich lediglich um ein Duell der besten Mannschaften Europas und Südamerikas. Ein „echter“ Weltpokal mit den Meistern aller Konföderationen fand erstmals im Januar 2000 statt, ruhte zwischen 2001 und 2004 und wurde von 2005 bis 2023 jährlich ausgetragen, ab 2025 alle vier Jahre. Dieser Weltpokal im Fußball trägt den offiziellen Namen FIFA Club World Cup (zu deutsch FIFA Klub-Weltmeisterschaft). Ausrichter ist der Fußball-Weltverband FIFA. Ab 2024 findet mit dem FIFA-Interkontinental-Pokal ein weiterer jährlicher Wettbewerb mit Teilnehmern aus allen Konföderationen statt. Die Teilnehmer qualifizieren sich jeweils als Sieger der jeweils höchsten kontinentalen Wettbewerbe oder über eine kontinentale Rangliste. 
Des Weiteren trat der Titel Weltpokal bereits 1930 als offizieller Name der 1. FIFA Fußballweltmeisterschaft auf.

### Handball
Der entsprechende Wettbewerb im Hallenhandball der Männer fand bis 2007 alle fünf Jahre unter dem Namen IHF Men’s Super Globe in Turnierform statt, wobei die Kontinentalverbände der International Handball Federation ihre Vertreter entsenden: 1997 in Österreich gewann das Team von TEKA Cantabria Santander aus Spanien, 2002 in Katar der Club Al Sadd aus dem Gastgeberland. Sieger 2007 in Kairo wurde der spanische Verein BM Ciudad Real vor dem Gastgeber Al Ahly. Seit 2010 findet das Turnier jährlich in Katar statt.
Darüber hinaus gibt es zwei Turniere für Nationalmannschaften, die als World Cup (im deutschen Sprachraum auch Weltcup) bezeichnet werden:
- Für Männer den Statoil World Cup. Er findet alle zwei Jahre in Schweden statt.
- Für Frauen den GF World Cup. Dieser wird seit 2005 jährlich in Dänemark ausgetragen.

### Rugby
Ausrichter des aktuellen Rugby-League-Weltpokal-Wettbewerbes sind die australasische National Rugby League (NRL) und die europäische Super League:
- World Club Challenge

Der Weltpokal im Rugby League ist die World Club Challenge, an dem der Sieger der National Rugby League und der Sieger der Super League teilnehmen. 2008 sind das Melbourne Storm und die Leeds Rhinos. Gespielt wird meistens Ende Februar. Der Wettbewerb wurde mit einem einzigen Aufeinandertreffen am 29. Februar 2008 in Leeds entschieden. Das erste Mal wurde der Wettbewerb 1976 ausgetragen. Zwischen 1977 und 1986 ruhte der Wettbewerb dann, bis er 1987 mit einigen Unterbrechungen in den folgenden Jahren wieder aufgenommen wurde: 1988, 1990, 1993, 1995, 1996, 1998 und 1999. 1997 wurde ein weltweites Turnier mit 22 Mannschaften aus der europäischen und australasischen Super League ausgetragen. Rekordmeister sind die englischen Vereine Wigan Warriors und Bradford Bulls mit drei Titeln.

### Volleyball
Der Weltpokal im Volleyball heißt FIVB Club World Championship. Veranstalter des Wettbewerbs, der zwischen 1989 und 1992 stattfand und 2009 wieder ins Leben gerufen wurde, ist die Fédération Internationale de Volleyball (FIBV). An ihm nehmen die Sieger der sechs Kontinentalverbände teil, wobei bisher immer eine aus Europa teilnehmende Mannschaft gewann. Erster Sieger war Maxicono Parma im Jahr 1989. Rekordweltpokalsieger sind Mediolanum Milano und Trentino BetClic mit je zwei Titeln.